# روتسوایلر ام گلان
روتسوایلر ام گلان (به آلمانی: Rutsweiler am Glan) یک شهر در آلمان است که در Altenglan واقع شده‌است. روتسوایلر ام گلان ۳۵۶ نفر جمعیت دارد.